# Porta NOT controllata
Nell'informatica, la porta NOT controllata (anche C-NOT o CNOT) è una porta quantistica; ed è un componente essenziale nella costruzione di un computer quantistico. Può essere utilizzato per entangle e disentangle gli stati EPR. Qualsiasi circuito quantistico può essere simulato con un grado arbitrario di accuratezza utilizzando una combinazione di porte CNOT e rotazioni sul singolo qubit.

## Operazioni
La porta CNOT opera su un registro quantistico costituito da 2 qubit. La porta CNOT inverte il secondo qubit (il qubit target) se e solo se il primo qubit (il qubit di controllo) è {\displaystyle |1\rangle }.
| INPUT                       | INPUT                       | OUTPUT                      | OUTPUT                      |
| Controllo                   | Target                      | Controllo                   | Target                      |
| --------------------------- | --------------------------- | --------------------------- | --------------------------- |
| {\displaystyle \|0\rangle } | {\displaystyle \|0\rangle } | {\displaystyle \|0\rangle } | {\displaystyle \|0\rangle } |
| {\displaystyle \|0\rangle } | {\displaystyle \|1\rangle } | {\displaystyle \|0\rangle } | {\displaystyle \|1\rangle } |
| {\displaystyle \|1\rangle } | {\displaystyle \|0\rangle } | {\displaystyle \|1\rangle } | {\displaystyle \|1\rangle } |
| {\displaystyle \|1\rangle } | {\displaystyle \|1\rangle } | {\displaystyle \|1\rangle } | {\displaystyle \|0\rangle } |

Se si consente solo {\displaystyle \{|0\rangle ,|1\rangle \}} come valori di input per entrambi i qubit, l'uscita TARGET della porta CNOT corrisponde al risultato di una porta XOR classica. Fissando l'ingresso di CONTROLLO a {\displaystyle |1\rangle }, l'uscita TARGET della porta CNOT produce il risultato di una porta NOT classica.
Più in generale, gli input possono essere una sovrapposizione lineare di {\displaystyle \{|0\rangle ,|1\rangle \}}. La porta CNOT trasforma lo stato quantico:
{\displaystyle a|00\rangle +b|01\rangle +c|10\rangle +d|11\rangle }
in:
{\displaystyle a|00\rangle +b|01\rangle +c|11\rangle +d|10\rangle }
La porta CNOT può essere rappresentata dalla matrice (forma della matrice di permutazione):
{\displaystyle \operatorname {CNOT} ={\begin{bmatrix}1&0&0&0\\0&1&0&0\\0&0&0&1\\0&0&1&0\end{bmatrix}}.}
La prima realizzazione sperimentale di una porta CNOT fu compiuta nel 1995. Qui fu usato un singolo ione berillio in una trappola. I due qubit sono stati codificati in uno stato ottico e nello stato vibrazionale dello ione all'interno della trappola. Al momento dell'esperimento, l'affidabilità dell'operazione CNOT è stata misurata nell'ordine del 90%.
Oltre a una normale porta NOT controllata, è possibile costruire una porta NOT controllata dalla funzione che accetta un numero arbitrario n + 1 di qubit come input, dove n + 1 è maggiore o uguale a 2 (un registro quantistico). Questa porta inverte l'ultimo qubit del registro se e solo se una funzione incorporata, con i primi n qubit come input, restituisce un 1. La funzione della porta NOT controllata è un elemento essenziale dell'algoritmo di Deutsch-Jozsa.

## Comportamento nella base trasformata di Hadamard

La porta CNOT nella base trasformata di Hadamard.

Se visto solo nella base computazionale {\displaystyle \{|0\rangle ,|1\rangle \}}, il comportamento del CNOT sembra essere come l'equivalente porta classica. Tuttavia, la semplicità nell'etichettare il qubit di controllo e il target non riflette la complessità di ciò che accade per la maggior parte dei valori di input di entrambi i qubit.
L'intuizione può essere vinta esprimendo la porta CNOT rispetto ad una base trasformata di Hadamard {\displaystyle \{|+\rangle ,|-\rangle \}}. La base trasformata di Hadamard di un registro di un qubit è data da 
{\displaystyle |+\rangle ={\frac {1}{\sqrt {2}}}(|0\rangle +|1\rangle ),\qquad |-\rangle ={\frac {1}{\sqrt {2}}}(|0\rangle -|1\rangle ),}
e la base corrispondente di un registro a 2 qubit è
{\displaystyle |++\rangle =|+\rangle |+\rangle ={\frac {1}{2}}(|0\rangle +|1\rangle )(|0\rangle +|1\rangle )={\frac {1}{2}}(|00\rangle +|01\rangle +|10\rangle +|11\rangle )},
ecc. Utilizzando un CNOT su questa base, lo stato del secondo qubit rimane invariato, e lo stato del primo qubit viene capovolto, in base allo stato del secondo bit. (Per i dettagli vedi sotto). Così, in questa base, il senso di quale bit sia il bit di controllo e quale il bit target viene invertito, ma non abbiamo affatto cambiato la trasformazione, solo il modo in cui ci stiamo pensando.
La base computazionale {\displaystyle \{|0\rangle ,|1\rangle \}} è la base di autovettori per la rotazione nella direzione Z, mentre la base di Hadamard {\displaystyle \{|+\rangle ,|-\rangle \}} è la base di autovettori per ruotare nella direzione X. Passando a X e Z e ai qubit 1 e 2, quindi, si ripristina la trasformazione originale. Ciò esprime una simmetria fondamentale della porta CNOT.
Osservare che entrambi i qubit sono (ugualmente) influenzati in un'interazione CNOT è importante quando si considera il flusso di informazioni in sistemi quantici correlati.

## Dettagli del calcolo
Lavorando attraverso ciascuno degli stati base di Hadamard, il primo qubit si sposta tra {\displaystyle |+\rangle } e {\displaystyle |-\rangle }quando il secondo qubit è {\displaystyle |-\rangle }:
| Stato iniziale in base Hadamard | Stato equivalente in base computazionale                                            | Operatore applicato | Stato in base computazionale dopo CNOT                                              | Stato equivalente in base Hadamard |
| ------------------------------- | ----------------------------------------------------------------------------------- | ------------------- | ----------------------------------------------------------------------------------- | ---------------------------------- |
| {\displaystyle \|++\rangle }    | {\displaystyle {\frac {1}{2}}(\|00\rangle +\|01\rangle +\|10\rangle +\|11\rangle )} | CNOT                | {\displaystyle {\frac {1}{2}}(\|00\rangle +\|01\rangle +\|11\rangle +\|10\rangle )} | {\displaystyle \|++\rangle }       |
| {\displaystyle \|+-\rangle }    | {\displaystyle {\frac {1}{2}}(\|00\rangle -\|01\rangle +\|10\rangle -\|11\rangle )} | CNOT                | {\displaystyle {\frac {1}{2}}(\|00\rangle -\|01\rangle +\|11\rangle -\|10\rangle )} | {\displaystyle \|--\rangle }       |
| {\displaystyle \|-+\rangle }    | {\displaystyle {\frac {1}{2}}(\|00\rangle +\|01\rangle -\|10\rangle -\|11\rangle )} | CNOT                | {\displaystyle {\frac {1}{2}}(\|00\rangle +\|01\rangle -\|11\rangle -\|10\rangle )} | {\displaystyle \|-+\rangle }       |
| {\displaystyle \|--\rangle }    | {\displaystyle {\frac {1}{2}}(\|00\rangle -\|01\rangle -\|10\rangle +\|11\rangle )} | CNOT                | {\displaystyle {\frac {1}{2}}(\|00\rangle -\|01\rangle -\|11\rangle +\|10\rangle )} | {\displaystyle \|+-\rangle }       |

Un circuito quantistico che esegue una trasformata di Hadamard seguita da CNOT e un'altra trasformata di Hadamard e può essere descritto in termini di operatori matriciali:
(H1 ⊗ H1)−1 . CNOT . (H1 ⊗ H1)
La trasformata di Hadamard a singolo qubit, H1, è la sua stessa inversa. Il prodotto tensoriale di due trasformate di Hadamard che operano (indipendentemente) su due qubit è etichettato come H2. Possiamo quindi scrivere le matrici come:
H2 . CNOT . H2
Quando viene moltiplicato, questo produce una matrice che scambia i termini {\displaystyle |01\rangle } e {\displaystyle |11\rangle }, lasciando invariati i termini {\displaystyle |00\rangle } e {\displaystyle |10\rangle }. Questo è equivalente a una porta CNOT dove il qubit 2 è il controllo mentre il qubit 1 è il target:
{\displaystyle {\begin{aligned}{\frac {1}{4}}&{\begin{bmatrix}{\begin{array}{rrrr}1&1&1&1\\1&-1&1&-1\\1&1&-1&-1\\1&-1&-1&1\end{array}}\end{bmatrix}}.{\begin{bmatrix}1&0&0&0\\0&1&0&0\\0&0&0&1\\0&0&1&0\end{bmatrix}}.{\begin{bmatrix}{\begin{array}{rrrr}1&1&1&1\\1&-1&1&-1\\1&1&-1&-1\\1&-1&-1&1\end{array}}\end{bmatrix}}={\begin{bmatrix}1&0&0&0\\0&0&0&1\\0&0&1&0\\0&1&0&0\end{bmatrix}}\end{aligned}}}

## Costruire uno stato di Bell
Un'applicazione comune del gate CNOT consiste nel correlare al massimo due qubit nello stato di Bell {\displaystyle |\Phi ^{+}\rangle }; questo fa parte della configurazione della codifica superdensa, del teletrasporto quantistico e degli algoritmi di crittografia quantistica.
Nel costruire {\displaystyle |\Phi ^{+}\rangle }, gli ingressi A (controllo) e B (target) alla porta CNOT sono:
{\displaystyle {\frac {1}{\sqrt {2}}}(|0\rangle +|1\rangle )_{A}} e {\displaystyle |0\rangle _{B}}
Dopo aver applicato CNOT, lo stato Bell risultante {\displaystyle {\frac {1}{\sqrt {2}}}(|00\rangle +|11\rangle )} ha la proprietà che i singoli qubit possono essere misurati usando qualsiasi base e presenteranno sempre una possibilità 50/50 di risoluzione per ciascuno stato. In effetti, i singoli qubit sono in uno stato indefinito. La correlazione tra i due qubit è la descrizione completa dello stato dei due qubit; se scegliamo la stessa base per misurare i due qubit, troveremo che le misurazioni saranno perfettamente correlate.
Osservando i calcoli sembra che il qubit A stia influenzando il qubit B. MA cambiando il nostro punto di vista con la base di Hadamard si dimostra che, in modo simmetrico, il qubit B sta influenzando il qubit A.
Lo stato di input può essere alternativamente visualizzato come:
{\displaystyle |+\rangle _{A}} e {\displaystyle {\frac {1}{\sqrt {2}}}(|+\rangle +|-\rangle )_{B}}
Da questo punto di vista, i qubit di controllo e di target sono concettualmente scambiati e il qubit A è invertito quando il qubit B è {\displaystyle |-\rangle _{B}}. Lo stato dell'uscita dopo l'applicazione della porta CNOT diventa{\displaystyle {\frac {1}{\sqrt {2}}}(|++\rangle +|--\rangle )} che si può dimostrare essere esattamente lo stesso stato di {\displaystyle {\frac {1}{\sqrt {2}}}(|00\rangle +|11\rangle )}.

## Porta C-ROT
La porta C-ROT (rotazione Rabi controllata) equivale a una porta C-NOT ad eccezione di una rotazione {\displaystyle \pi /2} del nucleo attorno a asse z.